# Embajada de España en Liberia
La Embajada de España en Liberia fue la máxima representación legal del Reino de España en la República de Liberia. También estuvo acreditada en Costa de Marfil (1964-1968), Sierra Leona entre 1964 y 1971 y nuevamente entre 1980 y 1990; Guinea (1979-1992), Alto Volta (actual Burkina Faso) entre 1964 y 1971, y finalmente, de 1965 a 1969 en Níger.

## Embajador
El primer embajador fue Urbano Feijoo de Sotomayor, quien fue nombrado por el gobierno de Francisco Franco el 10 de agosto de 1954 creándose también una demarcación que incluía varios países del entorno. Esta embajada se mantuvo abierta hasta 1971 cuando pasó a depender de la Embajada española en Acra (Ghana). Nuevamente, en 1979, la embajada reabrió hasta que, como consecuencia de la Primera Guerra Civil Liberiana (1989-1996), cerró un año después del estallido siendo su último embajador residente Manuel de Luna Aguado

## Misión diplomática
España tuvo una embajada radicada en la capital del país, Monrovia, que fue elevada a la categoría de embajada en 1954. Con la Primera Guerra Civil Liberiana la embajada fue cerrada en 1990.

## Historia
Las relaciones entre España y Liberia se remontan a mediados del siglo XIX, cuando Liberia era uno de los dos únicos estados africanos independientes. España creó la embajada en 1954 que se mantuvo abierta hasta 1971 cuando las relaciones entre ambos países pasaron a depender de la embajada española en Costa de Marfil. En 1979 se reabrió la embajada residente y desde entonces las relaciones son consideradas cordiales y fluidas a nivel político e institucional. La Embajada de España en Monrovia fue clausurada en 1990 tras el comienzo de la guerra civil, ocupándose de los asuntos corrientes y estando acreditada ante las autoridades liberianas la Embajada de España en Abiyán (Costa de Marfil), que se mantiene en la actualidad.

## Demarcación
La embajada española en Monrovia tenía una amplia demarcación de estados africanos:
- República de Costa de Marfil: el establecimiento de relaciones diplomáticas entre ambos países se remontan a mediados de los años 60 cuando la Embajada española de Liberia quedó acreditada ante las autoridades marfileñas (1964). Sin embargo, en 1968 se creó la Embajada residente en Abiyán, antigua capital del país y actual capital diplomática de Costa de Marfil, con una demarcación propia.

- República de Sierra Leona: según el decreto 2704/1964 aprobó la creación de la embajada no residente en Freetown pero con residencia en la Embajada española en Monrovia hasta 1967. Los asuntos diplomáticos de Sierra Leona fueron cambiando varias veces de demarcación, así, entre 1967 y 1978 fue dependiente de la Embajada española en  Acra (Ghana), de 1980 a 1991 de vuelta a Liberia de 1992 a 1993 de Lagos, antigua embajada española en Nigeria. Y, desde 1994 a 2008 de la Embajada española en Dakar y, desde 2012 a 2018 en la demarcación de Abiyán, ciudad diplomática de Costa de Marfil. Actualmente está integrada dentro de la demarcación de embajada española en Guinea.

- República de Guinea: la embajada no residente en Guinea fue creada en 1965 y dos años después se nombró al primer embajador acreditado ante las autoridades de Conakri pero residente en Dakar, para las relaciones entre ambos países. En 1977 Guinea quedó adscrita a la demarcación de Ghana y dos años después pasó a la Embajada en Liberia hasta que en 1992 volvió a la demarcación de Senegal hasta que finalmente fue creada la Embajada residente en Guinea (2007).

- República del Alto Volta: España y la república africana establecieron relaciones diplomáticas en 1964, entonces el país era conocido como Alto Volta, dependiendo de la Embajada española en Monrovia (Liberia) hasta 1971. Entre 1971 y 2014 la representación ante Uagadugú dependía de los embajadores españoles en Abiyán (Costa de Marfil). Desde 2015 la Embajada española en Malí esta acreditada ante el gobierno de Burkina Faso.

- República del Níger: Las Relaciones entre España y Níger se establecieron en los años 60 tras la independencia del país africano de su antigua metrópoli, Francia. Las relaciones entre ambos países quedaron adscritos a los embajadores españoles en Liberia en 1965, pero en 1969 fueron traspasados a la Embajada española en Costa de Marfil donde se mantuvieron hasta 2007, cuando el gobierno español estableció una embajada permanente y con el primer embajador residente en Níger.